# Tarenna tonkinensis
Tarenna tonkinensis är en måreväxtart som beskrevs av Charles-Joseph Marie Pitard. Tarenna tonkinensis ingår i släktet Tarenna och familjen måreväxter.
Artens utbredningsområde är Vietnam. Inga underarter finns listade i Catalogue of Life.